# マクロス7 (ラジオドラマ)
『マクロス7』のラジオドラマは、1995年から1996年までTBSラジオ・MBSラジオ・CBCラジオのラジオ番組『アニメExpress〜ギャラクシー・ネットワーク〜』内で放送された作品。

## 概要
『超時空要塞マクロス』をはじめとする「マクロスシリーズ」の一作品であり、1994年から1995年にかけて毎日放送を製作局としてTBS系列で放映されたテレビアニメ『マクロス7』は、放映中から漫画、CDドラマなどの媒体でメディアミックスが行われており、本シリーズもその一環として、『マクロス7』テレビシリーズのヒロイン、ミレーヌ・ジーナス役を演じる桜井智（のちの櫻井智）がパーソナリティを務める番組『アニメExpress〜ギャラクシー・ネットワーク〜』の後半パートで毎週放送された。
本シリーズではドラマCD『マクロス7 ドッキングフェスティバル 歌は銀河を救う』などとは異なり、テレビシリーズに参加していない脚本家が起用されている。テレビシリーズ放映中に放送された分は北条千夏が脚本を務め、作品の舞台となるマクロス7船団において新たに構築された民間向けのコンピューター・ネットワーク「パソクラ」をめぐる騒動が描かれる。テレビシリーズ終了後に放送された新シリーズでは首藤剛志が脚本を務め、音楽によって発展してきた高度な宇宙文明「オーダ音楽帝国」が開催する「全宇宙音楽コンクール」で他文明の歌手と対決するという物語となっている。
ビクターエンタテインメントより、本シリーズを収録した「CDシネマシリーズ」全5枚が発売された。各巻台本つき。『CDシネマ1』『CDシネマ2』は小学館からも同内容のCDブックが発売された。
- 『マクロス7 CDシネマ1 Mellow Heart Beat』 - 1995年9月21日発売。VICL-691
- 『マクロス7 CDシネマ2 Melodious Illusion』 - 1995年10月21日発売。VICL-692
- 『マクロス7 CDシネマ3 GALAXY SONG BATTLE 1』 - 1996年1月24日発売。VICL-740
- 『マクロス7 CDシネマ4 GALAXY SONG BATTLE 2』 - 1996年3月6日発売。VICL-741
- 『マクロス7 CDシネマ5 GALAXY SONG BATTLE 3』 - 1996年4月3日発売。VICL-742

本項目では便宜上、『マクロス7 CDシネマ1 Mellow Heart Beat』収録分を「Mellow Heart Beat」、『マクロス7 CDシネマ2 Melodious Illusion』収録分を「Melodious Illusion」、『マクロス7 CDシネマ3 GALAXY SONG BATTLE 1』から『マクロス7 CDシネマ5 GALAXY SONG BATTLE 3』までの収録分を「GALAXY SONG BATTLE」と呼称する。「GALAXY SONG BATTLE」は作品内のタイトルコールでは「オーディオ・マクロス7」と呼ばれている。
「GALAXY SONG BATTLE」は小説化も予定されていたが、音楽の文章化という問題で版権を有する会社と脚本家との間で折り合いがつかず、実現されなかった。

## あらすじ

### Mellow Heart Beat
マクロス7において新たなコンピューターネットワークサービス「パソクラ」が開設され、熱気バサラやミレーヌ・ジーナスたちのバンド「Fire Bomber」もパソクラ上で「ファイアーボンバーズルーム (FBR)」をオープンすることになる。ミレーヌは乗り気だが、バサラはこれに興味を示そうとしない。バサラの大ファンである「少女A」は接続に必要なターミナルキットをバニー佐藤が店長を務める「バニーの店」で購入するが、FBRへのアクセスができず四苦八苦する。オープンから3週間後、少女Aは再三の試みでようやくアクセスに成功するも、どうしても制限時間内にメッセージを伝えられない。いろいろなことを試みた挙句、バサラのストレートな歌のように自分の思いを伝えればよいと気づいた少女Aは、迎えた月に一度のチャットアクセスタイムの日、ファンからのアクセスが殺到する中、ついに自分のメッセージを伝えることに成功する。

### Melodious Illusion
都市艦シティ7の気象システムに本来は設定されていない「嵐」が起こり、同時にパソクラからFBRが突如抹消される。原因解明のため呼び出された科学者パニー田中博士は、この現象に人知を超えたものを感じる。夜が明けると、少女Aの持つターミナルキットがひとりでに作動してFBRにアクセスし、「Ding Dong」と口にする少年がアクセスしてくる。この謎の声の主と意気投合した少女Aは、相手を「Ding Dong」と呼ぶことにして、ターミナルキットに向かってこの言葉を口にする。この少年の正体はパソクラのネットワーク内に発生した「コンピューター・ゴースト」であり、「Ding Dong」とは現実世界とコンピューター・ゴーストが住む世界をつなぐパスワードであった。身勝手なメッセージを送受信するだけの存在であることに辟易し、自由を欲したコンピューター・ゴーストは、気象システムを暴走させ、パソクラの通信回線を遮断するといった行動に出る。最終的にシティ7の電気系統をすべて遮断し、少女Aとバサラだけを自分の空間に取り込もうと試みるが、自分の体を消されながらも歌い続けるバサラの歌に満たされ、永遠の眠りにつく。

### GALAXY SONG BATTLE
何事もなく平和な航海を続けるマクロス7船団の中では、バサラは一向に新曲を作ろうとせず、バサラファンの「DJの少女」が自分のラジオ番組でバサラの歌だけを飽きずに流し続けている。その歌の音楽エネルギーを感じ取った「オーダ音楽帝国」の調査用戦闘集団が突如マクロス7に攻撃を仕掛ける。バサラらサウンドフォースが出撃し敵は退却するが、後日マクロス7船団は重力嵐に巻き込まれ、その中から聞こえてくる謎の歌声に引き寄せられていく。航行不能となる損害を受けたマクロス7内部に、オーダ音楽帝国才能収集艦隊のデーオとイデデーオが現れ、Fire Bomberの歌が全宇宙でヒットする曲の候補にノミネートされたことを告げ、帝国が開催する全宇宙歌謡コンテストで1位になれば、音楽の著作権を買い取る代わりに居住可能な惑星を提供するという条件を提示する。条件を飲まざるを得ない状況に追い込まれたマクロス7はコンテストに出ることになり、バサラは謎の歌声の主であるオーダ音楽帝国の国民的歌手、ラーク・スカイビューティーの歌に興味を抱く。
マクロス7船団はコンクールの会場となるカーネギー星に到着し、地球の環境を再現した第三十四番人工衛星アースに停泊することになる。バサラはそこで、自分の「希望」の歌とはまったく異なる「怒り」の歌を持つスト星雲ジャブ星出身の歌手パンサー・レオポード・タンク、「悲しみ」の歌を持つラークと出会う。3人の歌を聞いた他の多くの船団は棄権を表明して離脱を始めるが、開催本部長のテービスはこれを許さず離脱する船団をすべて消し去り、バサラたちに会場で歌うよう命じる。ラークはバサラとパンサーをひそかにカーネギー星へと招き、二人に逃げるよう促すが、三者それぞれの歌に触れたバサラとパンサーは、コンクールで自分の歌を聞かせることを決意する。敗北した船団も次々に消え、ついにバサラたちの出番が回ってくる。
決勝戦にはバサラとパンサーが残り、帝国は歌の効果を確認するため互いの相手の船団に歌を流す。マクロス7船団には怒り、ジャブ船団には希望の感情が満ち溢れ、ついには互いに戦闘の準備を始める。それに気づいたバサラとパンサーは、コンクールの開催本部に歌を向ける。帝国の支配者である皇帝は、彼らに力尽きるまで歌わせてその魅力を突き止めて巨大なヒット曲を生み出し、自らその歌を歌うと言い出す。ラークとテービスはその傲慢な態度に反抗し、戦いをやめさせようとするラークの歌が二人の歌と混ざり合い、会場の音楽制御装置が暴走を始め、カーネギー星は会場を残して爆発を起こす。「究極の歌」を求める皇帝に対し、そのようなものはないというバサラたちはそれぞれ自分の歌を歌う。それに加えて、船団の人々の歌や、敗れて消え去った人々の残した音楽エネルギーが混じりあって帝国総本山に直撃し、オーダ音楽帝国はその歴史に終止符を打つ。

## 設定

### パソクラ
「Mellow Heart Beat」「Melodious Illusion」において物語の中核をなすコンピューター・ネットワークサービスの通称。正式名称は「銀河移動通信回路網情報資源活用体 (Galaxy personal communication network client-server system)」。軍事用フォールド通信網の隙間帯域を民間のコミュニケーションに利用するという趣旨のシステムである。自宅から専用のターミナルキットを使ってアクセスするほか、ゼネラル・ギャラクシー社が提供するコミュニケーションボード「レボード」を用いて街中の「情報自動配信機（自配機）」からの接続もできるとされている。

### オーダ音楽帝国
「GALAXY SONG BATTLE」に登場する、地球の存在する天の川銀河よりも宇宙の中心に近い位置に栄えているとされ、音楽により発展を遂げてきたという宇宙文明。惑星の環境を再現した巨大人工衛星や、「人体瞬間移動装置」「携帯音響増幅補正装置」「対戦闘バリア」「内心動揺分析機」など、地球よりもはるかに進んだ科学力を有している。
オーダ音楽帝国暦25025年、全宇宙でヒットする音楽を求めて全宇宙音楽コンクール（全宇宙歌謡コンテスト）を開催するが、先に述べた理由によりこの年、帝国はその歴史を終える。なお、支配者である皇帝はその後も存命であることが描かれている。

## 作品解説
「GALAXY SONG BATTLE」は、制作にあたってアイデアの枯渇に苦しんでいたテレビ版の監督であるアミノテツローよりジーベックの佐藤徹を通じて首藤に打診された。首藤は『マクロス7』に関する詳しい知識はなかったが、歌で戦争を収拾するという初代『超時空要塞マクロス』と基本は同じであることから、佐藤との電話口での15分ほどの会話で大まかなストーリーが作られた。脚本の完成には「1週間もかからなかったと思う」としており、音楽については「怒りの曲」「希望の曲」「悲しみの曲」をベスト3とし、作曲家にすべて任せたと語っている。

## 登場人物・キャスト

### 「Mellow Heart Beat」「Melodious Illusion」のキャスト
- 少女A - 中川亜紀子
- 熱気バサラ - 林延年
- ミレーヌ・ジーナス - 桜井智
- レイ・ラブロック - 菅原正志
- ビヒーダ / 北条秋子 - 高乃麗
- バニー佐藤 / パニー田中 - 梁田清之
- マイケル - 室園丈裕
- ミリア - 竹田えり
- ガムリン木崎 - 子安武人
- コンピューター・ゴースト - 柊美冬
- ドッカー / スタッフ1 - 長嶝高士
- ドクター・チバ / 黒ずくめB - 園部啓一
- ヴィジョン合成音 - 加藤由紀
- ビジョン（金龍）の声 / 黒ずくめC - 高橋広樹
- 黒ずくめA - 西村智博
- 女子中学生1 - 岩井由希子
- 女子中学生2 - 深水由美
- 女子中学生3 / 女の子3 - 石井直子
- スタッフ3 - 鈴村健一
- 男の子1 - 陶山章央
- 女の子 / 女の子2 - 仲井せつ子

### 「GALAXY SONG BATTLE」のキャスト
- 熱気バサラ - 林延年
- ミレーヌ・ジーナス - 桜井智
- レイ・ラブロック - 菅原正志
- ビヒーダ / 北条秋子 - 高乃麗
- ガムリン木崎 - 子安武人
- マクシミリアン・ジーナス - 速水奨
- ミリア・F・ジーナス - 竹田えり
- ラーク・スカイビューティー - 田中敦子
- テービス - 百々麻子
- デーオ - 室園丈裕
- イデデーオ - 神代知衣
- 皇帝 - 笹岡繁蔵
- パンサー - 秋元羊介
- 美保美穂 - 夏樹リオ
- サリー・S・フォード - 岩男潤子
- DJの少女 - 中川亜紀子
- 放送局員 - うすいたかやす

## CDシネマ特別付録
本ラジオドラマシリーズを収録した「CDシネマシリーズ」には「CDシネマ特別付録」として短時間のCDドラマが収録されている。『CDシネマ1』収録分は本編の後日談的な内容で、『CDシネマ2』収録分は本編のパロディ的な内容。『CDシネマ3』から『CDシネマ5』までの収録分は「熱血!!歌番長バサラ」（ねっけつ うたばんちょうバサラ）というタイトルで、学園コメディ的な内容の3話連続作品となっている。

### 熱血!!歌番長バサラ
脚本は山口宏。パラレルワールド的な世界に迷い込んだ『マクロス7』の登場人物たちが高校生活を送るという内容。ラジオドラマ本編の内容とは無関係。
あらすじ
Fire Bomberがライブを始めた直後、メンバーや観客の仲間たちは突如発生した時空震に飲み込まれる。ミレーヌが目覚めるとそこは学校の教室で、自分たちが「第7マクロス高校」の生徒であったことを思い出す。ミレーヌたちロック同好会が音楽室の隅で練習をしていると、ロックを忌み嫌う吹奏楽部のガビル部長が静かに練習するよう因縁をつけてくる。そこに「歌番長」と呼ばれるバサラが現れて歌いだし、逆上したガビル部長は実力行使に出るが、物理法則をも超越した歌の効果によって攻撃はすべて跳ね返される。ロック同好会を疎むミリア教頭の介入によりその場は治まり、朝礼で演奏を披露し、より多くの拍手を得た方が活動を存続できるという条件を提示される。ガビル部長とミリア教頭は結託して生徒たちに買収工作を仕掛け、迎えた朝礼の日、吹奏楽部は大きな拍手を受ける。ロック同好会は音響設備に仕掛けをされながらも生徒たちの心にサウンドを響かせ、より大きな拍手を受ける。納得できないガビル部長は体育館を破壊するよう命じるが、そこにマックス校長が現れ、クラブハウスの増築によりロック同好会はロック部に昇格、吹奏楽部はブラスバンド部に改称して存続という決定を下し、事態は丸く収まる。
キャスト
CD付属ブックレットで公開されているもののみ。
- ガビル部長 - 陶山章央
- 千葉先生 - 園部啓一

## 挿入曲
太字で記したものは本シリーズが初使用となる新曲。それ以外はテレビ版からの流用。「恋のバナナムーン」「死のうた」は『超時空要塞マクロスII -LOVERS AGAIN-』から流用されている。テレビ版と同じく、使用される曲はすべて「劇中曲」であり、背景音楽は存在しない。
新曲のうち、「Mellow Heart Beat」「Melodious Illusion」の挿入曲はアルバム『SECOND FIRE!!』（1995年10月21日発売）に、「GALAXY SONG BATTLE」「熱血!!歌番長バサラ」の挿入曲は『MUSIC SELECTION FROM GALAXY NETWORK CHART VOL.2』（1996年3月23日発売）に収録されている（「夢の道〜Disillusion」のみ未収録）。

### 「Mellow Heart Beat」の挿入曲
- 「MY FRIENDS」 作詞 - M.MEG、作曲 - 川野美紀、編曲 - 河内淳貴、歌 - Fire Bomber
- 「1.2.3.4.5.6.7 NIGHTS」 作詞 - K.INOJO、作曲 - 須藤英樹、編曲 - 田中裕千、歌 - Fire Bomber
- 「HOLY LONELY LIGHT」 作詞 - K.INOJO、作曲 - 須藤英樹、編曲 - 湯川とうべん、歌 - Fire Bomber
- 「PLANET DANCE」 作詞 - K.INOJO、作曲 - 須藤英樹、編曲 - 河内淳貴、歌 - Fire Bomber
- 「突撃ラブハート」 作詞 - K.INOJO、作曲・編曲 - 河内淳貴、歌 - Fire Bomber
- 「SUBMARINE STREET」 作詞 - K.INOJO、作曲 - 福田俊哉、編曲 - 湯川とうべん、歌 - Fire Bomber
- 「DIAMOND CALLING」 作詞 - K.INOJO、作曲 - 川野美紀、編曲 - 田中裕千、歌 - Fire Bomber
- 「MY SOUL FOR YOU」作詞 - K.INOJO、作曲 - 福山芳樹、歌 - Fire Bomber

### 「Melodious Illusion」の挿入曲
- 「MY FRIENDS」 作詞 - M.MEG、作曲 - 川野美紀、編曲 - 河内淳貴、歌 - Fire Bomber
- 「突撃ラブハート」 作詞 - K.INOJO、作曲・編曲 - 河内淳貴、歌 - Fire Bomber
- 「REMEMBER 16」 作詞 - K.INOJO、作曲・編曲 - 河内淳貴、歌 - Fire Bomber
- 「fall」 作詞 - M.MEG、作曲 - M.Project、編曲 - 山田貢司、歌 - Fire Bomber
- 「HOLY LONELY LIGHT」 作詞 - K.INOJO、作曲 - 須藤英樹、編曲 - 湯川とうべん、歌 - Fire Bomber
- 「Groove Along」 作詞 - Brian Peck、作曲 - 山浦勝巳、編曲 - 飯塚昌明、歌 - POWER OF TOWER
- 「恋のバナナムーン」 作詞 - 横山武、作曲 - 原一博、編曲 - 鷺巣詩郎、歌 - 佐藤有香
- 「Galaxy」 作詞 - Brian Peck、作曲 - 山浦勝巳、編曲 - 坂下秀実、歌 - Alice Holiday
- 「MY SOUL FOR YOU」 作詞 - K.INOJO、作曲 - 福山芳樹、歌 - Fire Bomber
- 「夢の道〜Disillusion」 作詞 - 福山恭子、作曲・編曲 - 福山芳樹、歌 - Fire Bomber

### 「GALAXY SONG BATTLE」の挿入曲
- 「SEVENTH MOON」 作詞 - K.INOJO、作曲・編曲 - 河内淳貴、歌 - Fire Bomber
- 「PLANET DANCE (GALAXY FIGHT VERSION)」 作詞 - K.INOJO、作曲 - 須藤英樹、編曲 - 河内淳貴、歌 - Fire Bomber
- 「MY SOUL FOR YOU」 作詞 - K.INOJO、作曲 - 福山芳樹、編曲 - 河内淳貴、歌 - Fire Bomber
- 「死のうた」 作曲・編曲 - 鷺巣詩郎
- 「突撃ラブハート」 作詞 - K.INOJO、作曲・編曲 - 河内淳貴、歌 - Fire Bomber
- 「HOLY LONELY LIGHT」 作詞 - K.INOJO、作曲 - 須藤英樹、編曲 - 湯川とうべん、歌 - Fire Bomber
- 「MY SOUL FOR YOU」作詞 - K.INOJO、作曲 - 福山芳樹、歌 - Fire Bomber
- 「SUBMARINE STREET」 作詞 - K.INOJO、作曲 - 福田俊哉、編曲 - 湯川とうべん、歌 - Fire Bomber
- 「幽霊船 A Phantom Ship」 作詞 - 真名杏樹、作曲・編曲 - 島健、歌 - LARK SKYBEAUTY
- 「1.2.3.4.5.6.7 NIGHTS」 作詞 - K.INOJO、作曲 - 須藤英樹、編曲 - 田中裕千、歌 - Fire Bomber
- 「PLANET DANCE」 作詞 - K.INOJO、作曲 - 須藤英樹、編曲 - 河内淳貴、歌 - Fire Bomber
- 「REMEMBER 16」 作詞 - K.INOJO、作曲・編曲 - 河内淳貴、歌 - Fire Bomber
- 「Groove Along」 作詞 - Brian Peck、作曲 - 山浦勝巳、編曲 - 飯塚昌明、歌 - POWER OF TOWER
- 「POWER TO THE DREAM」 作詞 - K.INOJO、作曲 - 福山芳樹、編曲 - 田中裕千、歌 - Fire Bomber
- 「DIAMOND CALLING」 作詞 - K.INOJO、作曲 - 川野美紀、編曲 - 田中裕千、歌 - Fire Bomber
- 「TRY AGAIN」 作詞 - K.INOJO・福山恭子、作曲 - 福山芳樹、編曲 - 田中裕千、歌 - Fire Bomber
- 「俺がすべてだ」 作詞 - 青柳美奈子、作曲・編曲 - 井上日徳、歌 - PANTHER
- 「ハレイション」 作詞・作曲・編曲 - 新居昭乃、歌 - LARK SKYBEAUTY
- 「恋のマホウ」 作詞 - M.MEG、作曲 - 湯川とうべん、編曲 - M.Project、歌 - Fire Bomber
- 「LOVE SONG」 作詞 - K.INOJO、作曲 - 福山芳樹、編曲 - 田中裕千、歌 - Fire Bomber
- 「ROCK'N'ROLL FIRE」 作詞 - K.INOJO、作曲 - 須藤英樹、編曲 - 田中裕千、歌 - Fire Bomber
- 「BLACK / WHITE」 作詞 - 青柳美奈子、作曲・編曲 - 井上日徳、歌 - WILD HONEY
- 「HELLO」 作詞 - K.INOJO、作曲 - 須藤英樹 編曲 - 田中裕千、歌 - Fire Bomber

### 「熱血!!歌番長バサラ」の挿入曲
- 「PLANET DANCE」 作詞 - K.INOJO、作曲 - 須藤英樹、編曲 - 河内淳貴、歌 - Fire Bomber
- 「DIAMOND CALLING」 作詞 - K.INOJO、作曲 - 川野美紀、編曲 - 田中裕千、歌 - Fire Bomber
- 「突撃ラブハート」 作詞 - K.INOJO、作曲・編曲 - 河内淳貴、歌 - Fire Bomber
- 「SWEET FANTASY」 作詞 - M.MEG、作曲 - 大槻啓之、編曲 - 湯川とうべん、歌 - Fire Bomber
- 「GOOD-BYE」 作詞 - K.INOJO、作曲 - 川野美紀、編曲 - 田中裕千、歌 - Fire Bomber

## トラックリスト
| ナンバー                                 | 話数                                    | サブタイトル                            | 時間                                  | 挿入曲 |
| マクロス7 CDシネマ1 Mellow Heart Beat    | マクロス7 CDシネマ1 Mellow Heart Beat   | マクロス7 CDシネマ1 Mellow Heart Beat   | マクロス7 CDシネマ1 Mellow Heart Beat | マクロス7 CDシネマ1 Mellow Heart Beat                                                                                  |
| ---------------------------------------- | --------------------------------------- | --------------------------------------- | ------------------------------------- | --- |
| 1                                        | ACCESS1                                 | 「わたしは少女A」                       | 10:44                                 | - MY FRIENDS - 1.2.3.4.5.6.7 NIGHTS - HOLY LONELY LIGHT                                                                |
| 2                                        | ACCESS2                                 | 「あきらめの、SAD SONG」                | 11:59                                 | - MY FRIENDS - PLANET DANCE - 突撃ラブハート                                                                           |
| 3                                        | ACCESS3                                 | 「Welcome To イタコーズRoom」           | 10:24                                 | - MY FRIENDS - SUBMARINE STREET - DIAMOND CALLING                                                                      |
| 4                                        | ACCESS4                                 | 「RAIN-RAIN（前編）」                   | 7:09                                  | - MY FRIENDS - MY SOUL FOR YOU                                                                                         |
| 5                                        | ACCESS4 Part2                           | 「RAIN-RAIN（後編）」                   | 11:48                                 | - MY FRIENDS - 突撃ラブハート                                                                                          |
| 6                                        | ACCESS5                                 | 「過激にボンバー…！」                   | 9:50                                  | - MY FRIENDS - SUBMARINE STREET - 突撃ラブハート                                                                       |
| 7                                        | ACCESS6                                 | 「バサラと……アクセス」                  | 10:52                                 | - MY FRIENDS - 突撃ラブハート - PLANET DANCE - SUBMARINE STREET - 1.2.3.4.5.6.7 NIGHTS                                 |
| 8                                        | CDシネマ特別付録                        | CDシネマ特別付録                        | 1:41                                  | - MY SOUL FOR YOU |
| マクロス7 CDシネマ2 Melodious Illusion   |                                         |                                         |                                       | |
| 1                                        | ACCESS1                                 | 「途切れたコール」                      | 9:47                                  | - MY FRIENDS - 突撃ラブハート - REMEMBER 16 - fall                                                                     |
| 2                                        | ACCESS2                                 | 「Heart Lovers」                        | 11:44                                 | - HOLY LONELY LIGHT - Groove Along                                                                                     |
| 3                                        | ACCESS3                                 | 「Rebellious Boy」                      | 12:21                                 | - 突撃ラブハート - 恋のバナナムーン - Groove Along - Galaxy                                                            |
| 4                                        | ACCESS4                                 | 「Mystery Message」                     | 13:07                                 | - MY SOUL FOR YOU |
| 5                                        | ACCESS5                                 | 「Desire Crisis」                       | 12:06                                 | - 突撃ラブハート |
| 6                                        | ACCESS6                                 | 「Disillusion」                         | 12:10                                 | - 夢の道〜Disillusion - MY FRIENDS - 突撃ラブハート                                                                    |
| 7                                        | CDシネマ特別付録                        | CDシネマ特別付録                        | 2:26                                  | - |
| マクロス7 CDシネマ3 GALAXY SONG BATTLE 1 |                                         |                                         |                                       | |
| 1                                        | 第一話                                  | 「バサラはさらばせず」                  | 11:56                                 | - SEVENTH MOON - PLANET DANCE (GALAXY FIGHT VERSION) - MY SOUL FOR YOU - 死のうた - 突撃ラブハート - HOLY LONELY LIGHT |
| 2                                        | 第二話                                  | 「新たなる遭遇」                        | 14:30                                 | - MY SOUL FOR YOU - SUBMARINE STREET - 幽霊船 A Phantom Ship - 突撃ラブハート - 1.2.3.4.5.6.7 NIGHTS                   |
| 3                                        | 第三話                                  | 「事態緊急」                            | 16:13                                 | - 幽霊船 A Phantom Ship - MY SOUL FOR YOU - 突撃ラブハート - PLANET DANCE                                              |
| 4                                        | 第四話                                  | 「さらば銀河」                          | 15:30                                 | - REMEMBER 16 - Groove Along - PLANET DANCE - 幽霊船 A Phantom Ship - POWER TO THE DREAM                               |
| 5                                        | CDシネマ特別付録「熱血!!歌番長バサラ1」 | CDシネマ特別付録「熱血!!歌番長バサラ1」 | 11:31                                 | - PLANET DANCE - DIAMOND CALLING                                                                                       |
| マクロス7 CDシネマ4 GALAXY SONG BATTLE 2 |                                         |                                         |                                       | |
| 1                                        | 第五話                                  | 「悲しい歌（エレジー）」                | 12:54                                 | - TRY AGAIN - 幽霊船 A Phantom Ship - 俺がすべてだ - HOLY LONELY LIGHT                                                 |
| 2                                        | 第六話                                  | 「怒りの歌」                            | 17:05                                 | - 俺がすべてだ - HOLY LONELY LIGHT - 突撃ラブハート - ハレイション - 1.2.3.4.5.6.7 NIGHTS                              |
| 3                                        | 第七話                                  | 「悲しみ、怒り、俺の歌」                | 17:58                                 | - SUBMARINE STREET - 突撃ラブハート - 俺がすべてだ - ハレイション - 幽霊船 A Phantom Ship - 突撃ラブハート             |
| 4                                        | 第八話                                  | 「俺の歌を聞け！」                      | 18:26                                 | - Groove Along - 幽霊船 A Phantom Ship - 俺がすべてだ - ハレイション                                                   |
| 5                                        | CDシネマ特別付録「熱血!!歌番長バサラ2」 | CDシネマ特別付録「熱血!!歌番長バサラ2」 | 8:00                                  | - PLANET DANCE - 突撃ラブハート                                                                                        |
| マクロス7 CDシネマ5 GALAXY SONG BATTLE 3 |                                         |                                         |                                       | |
| 1                                        | 第九話                                  | 「ラブソング」                          | 14:56                                 | - 恋のマホウ - LOVE SONG - ROCK'N'ROLL FIRE                                                                            |
| 2                                        | 第十話                                  | 「ロックンロール・ファイアー」          | 17:30                                 | - ROCK'N'ROLL FIRE - BLACK / WHITE - 俺がすべてだ - HELLO                                                              |
| 3                                        | 第十一話                                | 「ハロー」                              | 14:55                                 | - 俺がすべてだ - MY SOUL FOR YOU - LOVE SONG - HELLO - ハレイション                                                    |
| 4                                        | 最終話                                  | 「歌、永遠に」                          | 15:29                                 | - HELLO - 俺がすべてだ - ハレイション - PLANET DANCE - 突撃ラブハート - MY SOUL FOR YOU                                |
| 5                                        | CDシネマ特別付録「熱血!!歌番長バサラ3」 | CDシネマ特別付録「熱血!!歌番長バサラ3」 | 10:11                                 | - PLANET DANCE - SWEET FANTASY - GOOD-BYE - 突撃ラブハート                                                             |

## スタッフ

### CDシネマ1・2
- 監修 - アミノテツロー、藤本義孝
- 脚本 - 北条千夏
- 音響監督 - 本田保則
- 音響ディレクター - 鶴岡陽太
- 効果 - 蔭山満
- 録音 - 立花康夫（タバック）、市川修（タバック、CDシネマ2）
- 録音助手 - 鈴木義和（タバック、CDシネマ2）
- 録音スタジオ - タバックスタジオ、タクトスタジオ（CDシネマ1）
- 音響制作 - 杉山好美（アーツプロ）
- エグゼクティブプロデューサー - 大西良昌（ビックウエスト）、大西加紋（ビックウエスト）
- 企画 - 浅見勇（小学館）、佐々木史朗（ビクター）
- プロデューサー - 佐藤徹（ジーベック）、石川吉元（ビクター）
- 製作 - ビックウエスト
- 協力 - 葦プロダクション、ジーベック、ヒーロー、バンダイ、東京放送、ファブリック、ロコスミュージック（CDシネマ2）、福山芳樹（CDシネマ2）、南極二郎
- ジャケットイラストデザイン - 桂憲一郎、中島有司（フロント・パブリシティ）

### CDシネマ3 - 5
- スーパーバイザー - 河森正治
- 監修 - 藤本義孝
- 脚本 - 首藤剛志 (GALAXY SONG BATTLE) 、山口宏（熱血!!歌番長バサラ）
- 音響監督 - 本田保則
- 音響ディレクター - 鶴岡陽太
- 効果 - 蔭山満
- 録音 - 滝沢おさむ(KSS)、市川修（タバック、CDシネマ4）、阿部幸男（アバコクリエイティブスタジオ、CDシネマ5）
- 録音助手 - 新沼健一郎(KSS)、加藤剛（タバック、CDシネマ4）、亀本美佳（アバコクリエイティブスタジオ、CDシネマ5）
- 録音スタジオ - KSSスタジオ（CDシネマ3 - 5）、タバック（CDシネマ4）、アバコクリエイティブスタジオ（CDシネマ5）
- 音響制作 - 杉山好美（アーツプロ）
- エグゼクティブプロデューサー - 大西良昌（ビックウエスト）、大西加紋（ビックウエスト）
- 企画 - 佐々木史朗（ビクター）
- プロデューサー - 佐藤徹（ジーベック）、石川吉元（ビクター）
- 製作 - ビックウエスト
- 協力 - 葦プロダクション、ジーベック、ヒーロー、バンダイ、東京放送、ファブリック、ロコスミュージック、福山芳樹、南極二郎 with M7RADIO HP
- Special Thanks to - アミノテツロー
- ジャケットイラストデザイン - 桂憲一郎（CDシネマ3）、前田明寿（CDシネマ4・5）、中島有司（フロント・パブリシティ）